# Thomas Nyariki
Thomas Nyariki, född den 27 september 1971 i Nyamira, är en kenyansk före detta friidrottare som tävlade i medel- och långdistanslöpning.
Nyarikis främsta år som friidrottare var 1997. Han inledde året med att bli trea vid VM i terränglöpning. Han deltog senare vid VM i Aten där han slutade på tredje plats på 5 000 meter.

## Personliga rekord
- 5 000 meter - 12.55,94
- 10 000 meter - 27.48,12